# Libuš (stanice metra)
Libuš je chystaná stanice na lince D pražského metra. Bude se nacházet  na úseku I.D2 mezi stanicemi Nové Dvory a Písnice pod ulicí Novodvorská na katastru Libuš. Stavba stanice by měla být zahájena v roce 2025, ke zprovoznění by mělo dojít v roce 2029.

## Popis
Stanice Libuš se bude nacházet pod ulicí Novodvorská v Praze 4 na katastru Krče. Bude hloubená v hloubce 13 metrů.
Libuš bude mít dva výstupy s dvěma povrchovými vestibuly, umístěným přímo pod ulicí Novodvorská. Ke stanici metra do oblasti Libuše byla prodloužena tramvajová trať do Modřan a dále bude pokračovat do stanice Nové Dvory o 1,8 kilometru ke zdejší plánované stejnojmenné stanici metra. Na trati mají být dvě nové zastávky (Přírodní a Nové Dvory), trať má být ukončena blokovou smyčkou s předjízdnou kolejí.